# Nati nel 1733
| Questa pagina contiene informazioni ricavate automaticamente dalle voci biografiche con l'ausilio del template Bio e di un bot. L'aggiornamento è periodico e automatico e ricostruisce completamente la pagina. Se manca una persona in questa lista, sei pregato di non aggiungerla, ma accertati piuttosto che la sua voce biografica contenga il template Bio e che i dati anagrafici siano correttamente compilati. Se il template Bio manca, inseriscilo tu stesso o, in alternativa, metti l'avviso {{tmp\|Bio}} che ne segnala la mancanza. Se i dati riportati sono sbagliati, correggi direttamente la voce biografica; le modifiche saranno visibili in questa lista entro pochi giorni. Per chiarimenti vedi il progetto biografie. La lista contiene solo le 109 persone che sono citate nell'enciclopedia e per le quali è stato implementato correttamente il template Bio. Pagina aggiornata al 10 mar 2025. |

## Gennaio(11)
- 7 gennaio - Tommaso Maurizio Richeri, giurista italiano († 1797)
- 8 gennaio - Anton von Maron, pittore austriaco († 1808)
- 14 gennaio - Aleksandr Sergeevič Stroganov, nobile e politico russo († 1811)
- 15 gennaio - Joseph Lederer, compositore tedesco († 1796)
- 21 gennaio - Antonio Francesco Frisi, scrittore e storico italiano († 1817)
- 22 gennaio - Giovanni Vincenzo Bolgeni, gesuita e teologo italiana († 1811)
- 22 gennaio - Philip Carteret, ammiraglio e esploratore inglese († 1796)
- 24 gennaio - Joseph Caillot, attore e cantante francese († 1816)
- 24 gennaio - Benjamin Lincoln, generale e politico statunitense († 1810)
- 27 gennaio - Joseph Adam von Arco, arcivescovo cattolico austriaco († 1802)
- 28 gennaio - Pietro Antonio Zaguri, politico italiano († 1806)

## Febbraio(5)
- 6 febbraio - James Duane, politico statunitense († 1797)
- 7 febbraio - Johann Ferdinand Hetzendorf von Hohenberg, architetto austriaco († 1816)
- 19 febbraio - Daniel Carlsson Solander, botanico e medico svedese († 1782)
- 20 febbraio - Szymon Bogumił Zug, architetto tedesco († 1807)
- 27 febbraio - Nicolas Savouret, prete francese († 1794)

## Marzo(9)
- 5 marzo - Vincenzo Galeotti, coreografo italiano († 1816)
- 6 marzo - Filippo Casoni, cardinale e arcivescovo cattolico italiano († 1811)
- 9 marzo - Lev Aleksandrovič Naryškin, nobile russo († 1799)
- 13 marzo - Joseph Priestley, chimico e filosofo inglese († 1804)
- 13 marzo - Johann Zoffany, pittore tedesco († 1810)
- 15 marzo - Vincenzo Fasanella, poeta e matematico italiano († 1793)
- 17 marzo - Carsten Niebuhr, matematico, cartografo e esploratore tedesco († 1815)
- 18 marzo - Christoph Friedrich Nicolai, scrittore e editore tedesco († 1811)
- 29 marzo - Joseph Leonhard Banniza von Bazan, giurista austriaco († 1800)

## Aprile(5)
- 2 aprile - Giacomo Tritto, compositore italiano († 1824)
- 14 aprile - Louis Compain, cantante e attore francese
- 19 aprile - Spiridione Berioli, arcivescovo cattolico e politico italiano († 1819)
- 27 aprile - Joseph Gottlieb Kölreuter, botanico e scienziato tedesco († 1806)
- 30 aprile - Pietro Antonio Stefani, presbitero e scrittore italiano († 1808)

## Maggio(8)
- 4 maggio - Jean-Charles de Borda, militare, matematico e fisico francese († 1799)
- 7 maggio - Joseph Patrat, attore teatrale e drammaturgo francese († 1801)
- 11 maggio - Vittoria di Borbone-Francia, principessa († 1799)
- 12 maggio - János Sajnovics, linguista, astronomo e gesuita ungherese († 1785)
- 17 maggio - Giovanni Battista Gallicciolli, filologo, ebraista e storico italiano († 1806)
- 22 maggio - Hubert Robert, pittore francese († 1808)
- 28 maggio - Cornelius Hermann von Ayrenhoff, drammaturgo austriaco († 1819)
- 29 maggio - Giovanni Battista Caprara Montecuccoli, cardinale, arcivescovo cattolico e diplomatico italiano († 1810)

## Giugno(5)
- 2 giugno - Carlo Anselmo di Thurn und Taxis, principe († 1805)
- 3 giugno - Tommaso Natale, giurista e filologo italiano († 1819)
- 6 giugno - Lorens Pasch il Giovane, pittore svedese († 1805)
- 12 giugno - Alessandro Longhi, pittore e incisore italiano († 1813)
- 16 giugno - Urbano Barberini Colonna di Sciarra, VI principe di Carbognano, nobile italiano († 1796)

## Luglio(7)
- 13 luglio - Carlo di Sassonia, nobile († 1796)
- 15 luglio - Gianantonio Della Beretta, vescovo cattolico italiano († 1816)
- 22 luglio - Michail Michajlovič Ščerbatov, politico e storico russo († 1790)
- 26 luglio - Ludovico Flangini, cardinale, patriarca cattolico e filologo classico italiano († 1804)
- 26 luglio - Johann Matthias Schröckh, storico delle religioni austriaco († 1808)
- 27 luglio - Jeremiah Dixon, astronomo e inventore inglese († 1779)
- 27 luglio - Silvio Giorgetti, cantante castrato italiano († 1802)

## Agosto(3)
- 14 agosto - Jean-François Ducis, poeta e drammaturgo francese († 1816)
- 17 agosto - François Baron de Tott, nobile francese († 1793)
- 24 agosto - Giulio Cesare Zollio, arcivescovo cattolico e diplomatico italiano († 1795)

## Settembre(10)
- 1º settembre - Antonio Cresi, vescovo cattolico italiano († 1804)
- 2 settembre - Friedrich Wolfgang Reiz, filologo classico e linguista tedesco († 1790)
- 5 settembre - Christoph Martin Wieland, scrittore, poeta e editore tedesco († 1813)
- 15 settembre - Nicola Giannelli, medico italiano († 1809)
- 18 settembre - Atanasio IV Jawhar, vescovo cattolico e patriarca cattolico siriano († 1794)
- 18 settembre - George Read, politico e avvocato statunitense († 1789)
- 22 settembre - Anton Filtz, compositore tedesco († 1760)
- 26 settembre - Isaac Bickerstaffe, commediografo e librettista irlandese († 1812)
- 27 settembre - Vittorio Filippo Melano, arcivescovo cattolico e predicatore italiano († 1813)
- 27 settembre - Giovanni Battista Quarantotti, cardinale italiano († 1820)

## Ottobre(11)
- 5 ottobre - Louis Jean-Jacques Durameau, pittore francese († 1796)
- 9 ottobre - Antonio Sandi, incisore italiano († 1817)
- 10 ottobre - Giambattista Vasco, economista, teologo e abate italiano († 1796)
- 14 ottobre - Carlo Giuseppe de Croix, generale austriaco († 1798)
- 15 ottobre - Giovanni Attilio Arnolfini, scrittore e idrologo italiano († 1791)
- 15 ottobre - Cristiana Sofia Carlotta di Brandeburgo-Bayreuth, principessa († 1757)
- 16 ottobre - Simone Stratico, matematico, fisico e ingegnere italiano († 1824)
- 17 ottobre - Matteo Madao, religioso e scrittore italiano († 1800)
- 20 ottobre - Adam Naruszewicz, vescovo cattolico, storico e poeta polacco († 1796)
- 21 ottobre - Johann Christoph Rasche, numismatico, scrittore e presbitero tedesco († 1805)
- 29 ottobre - Gottfried van Swieten, nobile, librettista e mecenate olandese († 1803)

## Novembre(5)
- 5 novembre - Michail Matveevič Cheraskov, scrittore russo († 1807)
- 20 novembre - Félix Berenguer de Marquina, militare spagnolo († 1826)
- 20 novembre - Philip Schuyler, generale e politico statunitense († 1804)
- 21 novembre - Guillaume Rouby de Cals, imprenditore e economista francese († 1805)
- 28 novembre - Domenico Tata, naturalista e presbitero italiano

## Dicembre(5)
- 7 dicembre - Antoine Jean Marie Thévenard, ammiraglio francese († 1815)
- 11 dicembre - Leopoldina di Sternberg, contessa austriaca († 1809)
- 21 dicembre - Giovanni Vincenzo Monforte, arcivescovo cattolico italiano († 1802)
- 23 dicembre - Jean Baptiste Antoine Auget de Montyon, politico e scrittore francese († 1820)
- 28 dicembre - Carlantonio Pilati, giurista e storico italiano († 1802)

## Senza giorno specificato(25)
- Gian Giuseppe Ballanti, anatomista e medico italiano († 1767)
- Antonio Maria Bettoli, architetto italiano († 1777)
- Serafino Calindri, storico e presbitero italiano († 1811)
- Anna De Amicis, soprano italiano († 1816)
- Louis-Auguste Feneulle, architetto francese († 1799)
- Johann Christian Fischer, compositore e musicista tedesco († 1800)
- Desfontaines-Lavallée, scrittore e drammaturgo francese († 1825)
- Gheorghe Crișan, rivoluzionario rumeno († 1785)
- Vincenzo Giuliani, storico, medico e archeologo italiano († 1799)
- Elizabeth Gunning, nobile e attrice teatrale irlandese († 1790)
- Richard Kirwan, biologo irlandese († 1812)
- Giovan Francesco Leomporri, architetto e decoratore italiano
- Maruyama Ōkyo, pittore giapponese († 1795)
- Domenico de' Panzacchi, tenore italiano
- Jaques Paul, artigiano svizzero († 1796)
- Phuntsog Namgyal II, indiano († 1780)
- Sakugawa Kanga, karateka giapponese († 1815)
- Siraj ud-Dalla, sovrano indiano († 1757)
- Herman Spöring, esploratore, botanico e naturalista finlandese († 1771)
- Barrimore Matthew St. Leger, militare britannico († 1789)
- John Wereat, politico statunitense († 1799)
- Richard Weston, botanico e agronomo britannico († 1806)
- Davide Zanotti, pittore italiano († 1808)
- Francesco Zoppi, scultore italiano († 1799)
- Paolo de Lorenzi, pittore italiano